# Diestostemma blantoni
Diestostemma blantoni är en insektsart som beskrevs av Young 1968. Diestostemma blantoni ingår i släktet Diestostemma och familjen dvärgstritar. Inga underarter finns listade i Catalogue of Life.